# Ariobarzanes (satraap van Persis)
Ariobarzanes (Oudgrieks: Ἀριοβαρζάνης) was een van de laatste veldheren van de Perzische koning Darius III Codomannus, die aan het oprukken van Alexander de Grote weerstand bood.
Hij verzamelde 40.000 man op de grenzen van zijn satrapie Persis, doch nadat de Macedoniërs op zijwegen de naar het bergland voerende passen waren omgetrokken, werd hij verslagen in de slag bij de Perzische Poort en ontkwam slechts met een klein deel van zijn leger.

## Referentie
- art. Ariobarzanes, in F. Lübker - trad. ed. J.D. van Hoëvell, Classisch Woordenboek van Kunsten en Wetenschappen, Dordrecht, 1858, p. 102.